# Leptopsilopa placentia
Leptopsilopa placentia är en tvåvingeart som beskrevs av Wayne N. Mathis 2006. Leptopsilopa placentia ingår i släktet Leptopsilopa och familjen vattenflugor.
Artens utbredningsområde är Belize. Inga underarter finns listade i Catalogue of Life.